# Патрік Ортліб
Патрік Ортліб  (нім. Patrick Ortlieb, 20 травня 1967) — австрійський гірськолижник, олімпійський чемпіон та чемпіон світу.
В активі Ортліба 4 перемоги (3 у швидкісному спуску й 1 в супергіганті) та 20 подіумів на етапах кубка світу.

## Виступи на Олімпіадах
| Олімпіада        | Дисципліна              | Місце |
| ---------------- | ----------------------- | ----- |
| Альбервіль 1992  | швидкісний спуск        | 1     |
| Альбервіль 1992  | супергігантський слалом | 18    |
| Ліллехаммер 1994 | швидкісний спуск        | 4     |